# Бернекур
Бернеку́р (фр. Bernécourt) — коммуна во французском департаменте Мёрт и Мозель региона Лотарингия. Относится к  кантону Домевр-ан-Э.	

## География
Бернекур расположен в 30 км к северо-западу от Нанси. Соседние коммуны: Флире на севере, Лиронвиль на северо-востоке, Новьянт-о-Пре на востоке, Грорувр и Ансовиль на юге, Амонвиль на юго-западе, Мандр-о-Катр-Тур на западе, Бомон на северо-западе.

## История
- Коммуна сильно пострадала во время Первой мировой войны 1914-1918 годов.

## Демография
Население коммуны на 2010 год составляло 169 человек.
| 1962 | 1968 | 1975 | 1982 | 1990 | 1999 | 2010 |
| ---- | ---- | ---- | ---- | ---- | ---- | ---- |
| 232  | 190  | 155  | 177  | 187  | 181  | 169  |

## Достопримечательности
- Замок XVII века.
- Монументальный лавуар XIX века.
- Церковь, восстановлена после 1918 года.